# Förbjuden djungel
Förbjuden djungel (originaltitel Gjensyn med jungelfolket) är en norsk-svensk dokumentärfilm från 1950. Filmen regisserades av Per Høst och spelades in under tre expeditioner i Panama och Colombia mellan 1948 och 1950.
Filmen var ursprungligen en helnorsk produktion och hade premiär den 13 november 1950 på biografen Klingenberg i Oslo. En internationell version sammanställdes 1954 i samarbete med Sverige. Denna version hade svensk premiär på biografen Esplanad i Stockholm och var till skillnad från originalversionen försedd med ljud.

## Medverkande
- Åke Ohberg
- Nils-Gustaf Holmquist[2]